# Oribatula floridana
Oribatula floridana är en kvalsterart som först beskrevs av Fritz 1982.  Oribatula floridana ingår i släktet Oribatula och familjen Oribatulidae. Inga underarter finns listade i Catalogue of Life.